# アナザーリリック
アナザーリリック（欧字名:Another Lyric、2018年3月17日 - ）は、日本の競走馬。2022年の福島牝馬ステークスの勝ち馬である。
馬名の意味は、もう一つの抒情詩。母名、母系より連想。

## 戦績

### 2歳（2020年）
8月29日、新潟競馬場で行われた2歳新馬戦でデビュー。レースでは、最後の直線で前を行く7番人気のセリシアをとらえ、2馬身差つけて快勝した。鞍上の津村明秀は「テンションが上がりそうなところはあったものの、落ち着いていましたし、初戦としては凄く上手に走ってくれました。良い内容だったと思います」と振り返った。

### 3歳（2021年）
3歳初戦として1勝クラスの菜の花賞に出走し、2着。続いてリステッド競走のアネモネステークスに出走。道中は後方に構え直線で一気に脚を伸ばして、好位追走から一旦は抜け出した6番人気ジネストラを捕らえ、これに3/4馬身差をつけ優勝。桜花賞の優先出走権を手にした。鞍上の津村は「テンションが落ち着いて良い雰囲気で、返し馬の感じも良く、自信を持って乗りました。リズムと馬場を考えて乗り、前走で踏み遅れたので早めに動きました。距離はもう少しあっても対応できそうだと思います」とコメントした。
次走として、優先出走権を得た桜花賞ではなくNHKマイルカップに出走し、シュネルマイスターの7着に敗れる。
8月1日、3勝クラスの佐渡ステークスに出走。メンバー唯一の3歳馬であり、斤量52kgを背負った。レースでは、後方追走から直線で外に持ち出すとすぐに先頭に立ち、メンバー最速となる上がり3F33秒2の脚を使って2着に2馬身半差をつけて圧勝。鞍上の津村は「馬はいつもより素軽くなっていました。追い出してからすぐというよりは、エンジンがかかってから長く脚を使ってくれました。距離が延びたのも良かったです。力をつけていますし、秋が楽しみになりました」と高く評価した。
続いて2度目のGI挑戦となる牝馬クラシック最終戦、秋華賞に出走し、アカイトリノムスメの7着に敗れる。

### 4歳（2022年）
4歳初戦として愛知杯に出走し、8着に敗れる。続いて4月23日の福島牝馬ステークスに出走。レースではスタートで出遅れ後方2番手から。最後の直線で外から各馬を差し切り、抜け出していた6番人気クリノプレミアムをもゴール寸前で交わして、これにクビ差をつけ優勝。重賞初制覇を果たすとともにヴィクトリアマイルへの優先出走権を獲得した。鞍上の津村は「腹を括ってじっくり行き、長くいい脚を使うことに専念しました。3コーナーから4コーナーで上がって行くときの脚も良く、4コーナーではこれなら前を捕まえられそうという感じでした。この馬とは新馬戦からずっとコンビを組ませてもらって、タイトルを獲りたいと思っていたので嬉しいです」と喜びを滲ませた。この後、優先出走権を獲得していたヴィクトリアマイルを回避して休養に入り、11月3日のJBCレディスクラシックで復帰。レースでは中団のやや後ろを追走するも直線で伸びを欠いて7着に終わる。トム・マーカンドとのコンビで挑んだターコイズステークスでも7着に敗れた。

### 5歳（2023年）～6歳（2024年）
5歳シーズンは2023年4月1日のダービー卿チャレンジトロフィーで始動したが10着と大敗。その後、GIII競走を3戦するがいずれも着外に終わる。翌2024年3月9日の中山牝馬ステークスに出走を予定していたが、2月25日の追い切り後に浅趾屈腱脱位が判明し治療が続けられていたが2月29日に競走能力喪失と診断され、現役を引退することが発表され、3月7日付けでJRAの競走馬登録を抹消された。引退後はノーザンファームで繁殖牝馬となる。

## 競走成績
以下の内容は、JBISサーチおよびnetkeiba.comの情報に基づく。
| 競走日     | 競馬場 | 競走名         | 格   | 距離（馬場）  | 頭 数 | 枠 番 | 馬 番 | オッズ （人気） | 着順 | タイム （上がり3F） | 着差 | 騎手          | 斤量 [kg] | 1着馬（2着馬）       | 馬体重 [kg] |
| ---------- | ------ | -------------- | ---- | ------------- | ----- | ----- | ----- | --------------- | ---- | ------------------- | ---- | ------------- | --------- | -------------------- | ----------- |
| 2020.08.29 | 新潟   | 2歳新馬        |      | 芝1600m（良） | 18    | 7     | 15    | 006.20（3人）   | 01着 | R1:36.2（34.3）     | -0.3 | 0津村明秀     | 54        | （セリシア）         | 484         |
| 2021.01.16 | 中山   | 菜の花賞       | 1勝  | 芝1600m（良） | 12    | 6     | 7     | 007.30（5人）   | 02着 | R1:36.1（34.2）     | -0.0 | 0津村明秀     | 54        | スライリー           | 486         |
| 0000.03.14 | 中山   | アネモネS      | L    | 芝1600m（重） | 15    | 5     | 8     | 006.30（3人）   | 01着 | R1:34.8（36.3）     | -0.1 | 0津村明秀     | 54        | （ジネストラ）       | 484         |
| 0000.05.09 | 東京   | NHKマイルC     | GI   | 芝1600m（良） | 18    | 1     | 2     | 035.4（10人）   | 07着 | R1:32.4（34.8）     | -0.8 | 0津村明秀     | 55        | シュネルマイスター   | 496         |
| 0000.07.31 | 新潟   | 佐渡S          | 3勝  | 芝1800m（良） | 17    | 3     | 5     | 003.00（1人）   | 01着 | R1:45.2（33.2）     | -0.4 | 0津村明秀     | 52        | （ゴルトベルク）     | 482         |
| 0000.10.17 | 阪神   | 秋華賞         | GI   | 芝2000m（良） | 16    | 8     | 15    | 035.80（8人）   | 07着 | R2:01.8（36.3）     | -0.6 | 0津村明秀     | 55        | アカイトリノムスメ   | 490         |
| 2022.01.15 | 中京   | 愛知杯         | GIII | 芝2000m（良） | 16    | 5     | 10    | 010.50（5人）   | 08着 | R2:01.5（34.9）     | -0.5 | 0津村明秀     | 53        | ルビーカサブランカ   | 500         |
| 0000.04.23 | 福島   | 福島牝馬S      | GIII | 芝1800m（良） | 16    | 2     | 4     | 006.90（3人）   | 01着 | R1:47.0（34.6）     | -0.0 | 0津村明秀     | 54        | （クリノプレミアム） | 494         |
| 0000.11.03 | 盛岡   | JBCLクラシック | JpnI | ダ1800m（良） | 11    | 5     | 6     | 015.60（7人）   | 07着 | R1:52.0（37.0）     | -1.9 | 0川田将雅     | 55        | ヴァレーデラルナ     | 496         |
| 0000.12.17 | 中山   | ターコイズS    | GIII | 芝1600m（良） | 16    | 3     | 6     | 006.20（3人）   | 07着 | 01:33.7（34.5）     | -0.2 | 0T.マーカンド | 56        | ミスニューヨーク     | 494         |
| 2023.04.01 | 中山   | ダービー卿CT   | GIII | 芝1600m（良） | 16    | 4     | 7     | 028.00（9人）   | 10着 | R1:33.7（33.5）     | -0.5 | 0津村明秀     | 56        | インダストリア       | 498         |
| 0000.08.13 | 新潟   | 関屋記念       | GIII | 芝1600m（良） | 17    | 8     | 15    | 006.80（4人）   | 14着 | R1:33.3（33.3）     | -1.2 | 0津村明秀     | 55        | アヴェラーレ         | 494         |
| 0000.11.12 | 福島   | 福島記念       | GIII | 芝2000m（良） | 16    | 1     | 1     | 032.8（13人）   | 09着 | R2:01.7（36.6）     | -0.8 | 0丸山元気     | 56        | ホウオウエミーズ     | 494         |
| 0000.12.16 | 中山   | ターコイズS    | GIII | 芝1600m（良） | 16    | 2     | 3     | 092.3（16人）   | 07着 | R1:33.2（33.7）     | -0.5 | 0津村明秀     | 55.5      | フィアスプライド     | 488         |

## 血統表
| アナザーリリックの血統        | アナザーリリックの血統                      | アナザーリリックの血統                      | （血統表の出典）                            | （血統表の出典）    |
| 父系                          | キングマンボ系 （ミスタープロスペクター系） | キングマンボ系 （ミスタープロスペクター系） | キングマンボ系 （ミスタープロスペクター系） | [ § 2 ]             |
| 父 リオンディーズ 黒鹿毛 2013 | 父の父キングカメハメハ 鹿毛 2001            | Kingmambo                                   | Mr. Prospector                              | Mr. Prospector      |
| 父 リオンディーズ 黒鹿毛 2013 | 父の父キングカメハメハ 鹿毛 2001            | Kingmambo                                   | Miesque                                     |                     |
| 父 リオンディーズ 黒鹿毛 2013 | 父の父キングカメハメハ 鹿毛 2001            | *マンファス                                 | *ラストタイクーン                           | *ラストタイクーン   |
| 父 リオンディーズ 黒鹿毛 2013 | 父の父キングカメハメハ 鹿毛 2001            | *マンファス                                 | Pilot Bird                                  |                     |
| 父 リオンディーズ 黒鹿毛 2013 | 父の母シーザリオ 青毛 2002                  | スペシャルウィーク                          | *サンデーサイレンス                         | *サンデーサイレンス |
| 父 リオンディーズ 黒鹿毛 2013 | 父の母シーザリオ 青毛 2002                  | スペシャルウィーク                          | キャンペンガール                            |                     |
| 父 リオンディーズ 黒鹿毛 2013 | 父の母シーザリオ 青毛 2002                  | *キロフプリミエール                         | Sadler's Wells                              | Sadler's Wells      |
| 父 リオンディーズ 黒鹿毛 2013 | 父の母シーザリオ 青毛 2002                  | *キロフプリミエール                         | Querida                                     |                     |
| 母 アンソロジー 鹿毛 2004     | 母の父サクラバクシンオー 鹿毛 1989          | サクラユタカオー                            | *テスコボーイ                               | *テスコボーイ       |
| 母 アンソロジー 鹿毛 2004     | 母の父サクラバクシンオー 鹿毛 1989          | サクラユタカオー                            | アンジェリカ                                |                     |
| 母 アンソロジー 鹿毛 2004     | 母の父サクラバクシンオー 鹿毛 1989          | サクラハゴロモ                              | *ノーザンテースト                           | *ノーザンテースト   |
| 母 アンソロジー 鹿毛 2004     | 母の父サクラバクシンオー 鹿毛 1989          | サクラハゴロモ                              | *クリアアンバー                             |                     |
| 母 アンソロジー 鹿毛 2004     | 母の母ポップス 栗毛 1992                    | *サンデーサイレンス                         | Halo                                        | Halo                |
| 母 アンソロジー 鹿毛 2004     | 母の母ポップス 栗毛 1992                    | *サンデーサイレンス                         | Wishing Well                                |                     |
| 母 アンソロジー 鹿毛 2004     | 母の母ポップス 栗毛 1992                    | ポツプシンガー                              | Secretariat                                 | Secretariat         |
| 母 アンソロジー 鹿毛 2004     | 母の母ポップス 栗毛 1992                    | ポツプシンガー                              | Icy Pop                                     |                     |
| 母系(F-No.)                   | ポツプシンガー(USA)系(FN:F7-c)              | ポツプシンガー(USA)系(FN:F7-c)              | ポツプシンガー(USA)系(FN:F7-c)              | [ § 3 ]             |
| 5代内の近親交配               | サンデーサイレンス 4×3, Northern Dancer 5×5 | サンデーサイレンス 4×3, Northern Dancer 5×5 | サンデーサイレンス 4×3, Northern Dancer 5×5 | [ § 4 ]             |
| 出典                          | 1. 2. 3. 4.                                 | 1. 2. 3. 4.                                 | 1. 2. 3. 4.                                 | 1. 2. 3. 4.         |

- 伯父に目黒記念2勝のポップロックがいる。